# Universitario Popayán
Universitario Popayán war ein 2011 gegründeter kolumbianischer Fußballverein aus Popayán, Cauca, der von 2011 bis 2019 in der Categoría Primera B spielte.

## Geschichte
Universitario Popayán war der Nachfolgeverein von Centauros Villavicencio, der große finanzielle Schwierigkeiten hatte und dessen Besitzer deswegen einen Neuanfang in Popayán unter neuem Namen machen wollte. In Popayán war die Unterstützung durch die Regionalregierung des Cauca gewährleistet. Der Standortwechsel fand im Mai 2011 statt.
Das erste Jahr in der zweiten Liga musste der Verein aus rechtlichen Gründen noch unter dem Namen Centauros zu Ende spielen, da die Saison bereits begonnen hatte. Seit 2012 spielt der Verein unter seinem aktuellen Namen. Im Torneo Finalización 2011 erreichte der Verein noch unter dem Namen Centauros das Finale, verlor dies aber gegen Deportivo Pasto. 2012 erreichte Universitario zweimal die Gruppenphase, konnte sich aber nicht für das Finale qualifizieren. In der Spielzeit 2013 fand sich der Verein dagegen am Ende der Tabelle wieder und wurde in der Gesamttabelle Letzter. Auch in beiden Halbserien der Spielzeit 2014 konnte der Verein nicht in die Finalrunde einziehen.
Die Saison 2015 verlief erfolgreicher. Der Verein konnte sich für die Finalrunde qualifizieren, in der er zwar Letzter der Gruppe A wurde, aber einen Achtungserfolg gegen den Gruppensieger Atlético Bucaramanga erreichte. Auch 2016 konnte sich Popayán erneut für die Finalrunde qualifizieren. Dort verpasste der Verein jedoch frühzeitig die Chance auf den Gruppensieg und damit den Aufstieg.
In der Hinserie der Spielzeit 2017 verpasste Universitario Popayán auf dem elften Platz den Einzug in die Finalrunde. Die Rückserie beendete der Verein sogar nur auf dem letzten Platz. Auch in der Spielzeit 2018 verpasste Popayán auf dem zwölften Platz den Einzug in die Finalrunde. Nach dem Ende der Spielzeit wechselte der Trainer César Torres zu Alianza Petrolera. Als Nachfolger wurde Alejandro Guerrero verpflichtet.
Im März 2019 wurde bekannt gegeben, dass Universitario Popayán ab Juli 2019 nach Cali umzieht und dort den historischen Verein Boca Juniors de Cali neu gründet. In der letzten Halbserie als Universitario Popayán, der Apertura 2019, trug der Verein seine Heimspiele im Estadio Deportivo Cali in Palmira aus. Die Ligaphase wurde auf dem 13. Platz abgeschlossen.

## Stadion
Universitario Popayán absolvierte seine Heimspiele im Estadio Ciro López in Popayán. Das Stadion hat eine Kapazität von etwa 3000 Plätzen.

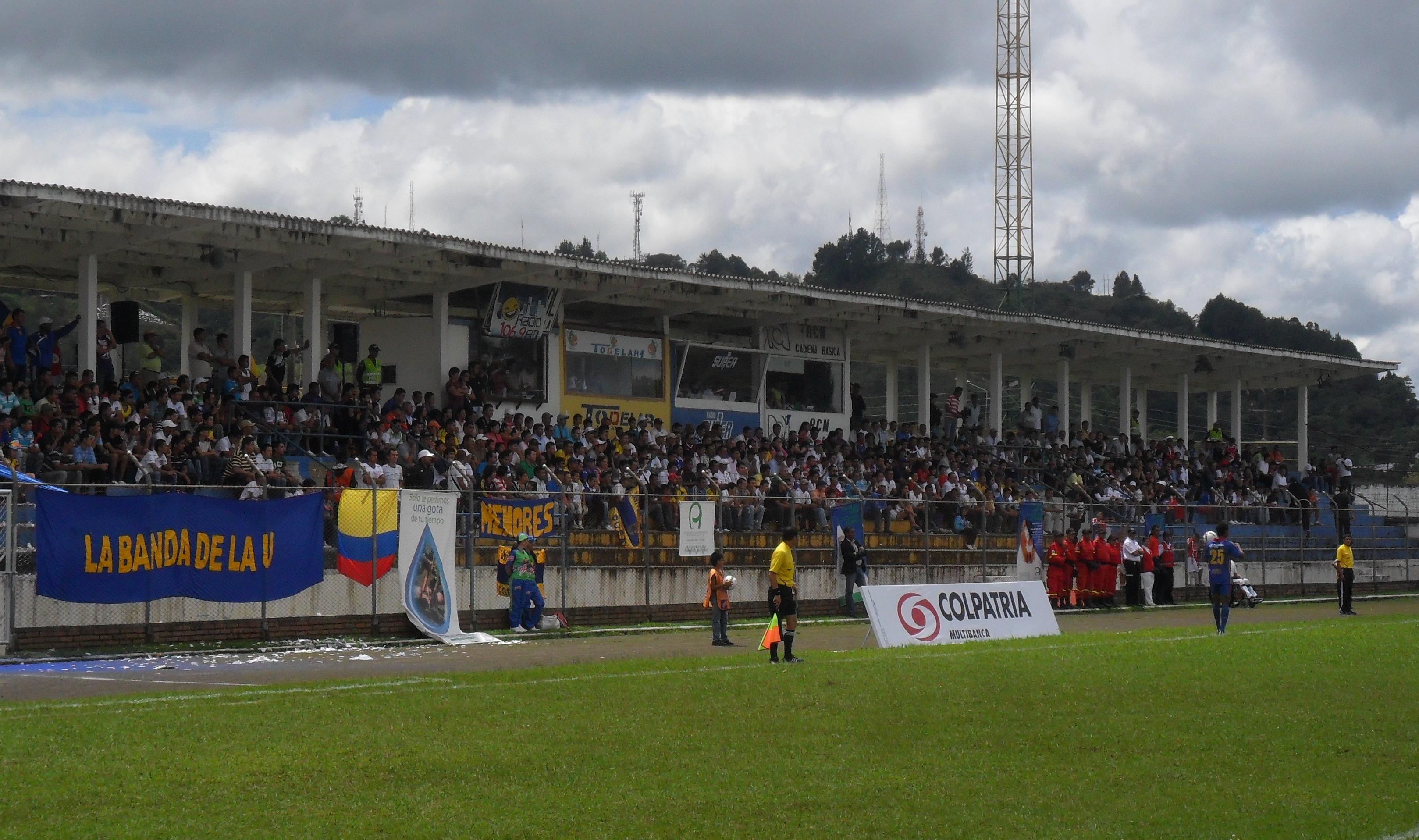
Estadio Ciro López

## Sportlicher Verlauf
| Saisondaten von 2011 bis 2019 | Saisondaten von 2011 bis 2019 | Saisondaten von 2011 bis 2019 | Saisondaten von 2011 bis 2019 |
| Spielzeit                     | Liga                          | Platz                         | Finalrunde                    |
| ----------------------------- | ----------------------------- | ----------------------------- | ----------------------------- |
| 2011-II                       | Torneo Postobón               | 2.                            | Finale                        |
| 2012-I                        | Torneo Postobón               | 6.                            | 3. Gruppe A                   |
| 2012-II                       | Torneo Postobón               | 5.                            | 3. Gruppe B                   |
| 2013-I                        | Torneo Postobón               | 18.                           | -                             |
| 2013-II                       | Torneo Postobón               | 17.                           | -                             |
| 2014-I                        | Torneo Postobón               | 11.                           | -                             |
| 2014-II                       | Torneo Postobón               | 13.                           | -                             |
| 2015                          | Torneo Águila                 | 8.                            | 4. Gruppe A                   |
| 2016                          | Torneo Águila                 | 5.                            | 4. Gruppe B                   |
| 2017-I                        | Torneo Águila                 | 11.                           | -                             |
| 2017-II                       | Torneo Águila                 | 16.                           | -                             |
| 2018                          | Torneo Águila                 | 12.                           | -                             |
| 2019-I                        | Torneo Águila                 | 13.                           | -                             |

## Trainerhistorie
| - Alejandro Guerrero (2018–2019) - César Torres (2014–2018) - Jhon Jairo López (2013) - William Libreros (2013) - César Torres (2012) |